# Afro-ázsiai klubok kupája
Az afro-ázsiai klubok kupája (angolul: Afro-Asian Cup) egy a CAF és az AFC által kiírt nemzetközi labdarúgó-kupadöntő volt 1986 és 2000 között, melyben a CAF-bajnokok ligája és az AFC-bajnokok ligája győztese találkozott.
A kupa befejezéséről döntött az afrikai szövetség 2000. július 30-án, miután kiderült, hogy az Ázsiai-szövetség Németországot támogatta, Dél-Afrikával szemben a 2006-os labdarúgó-világbajnokság rendezőjének kiválasztásában.

## Eredmények
| Év   | Győztes                | Eredmény | Döntős                 |
| ---- | ---------------------- | -------- | ---------------------- |
| 1986 | Daewoo Royals          | 2–0 **   | FAR Rabat              |
| 1987 | Zamálek                | 2–0 **   | Furukawa               |
| 1988 | el-Ahlí                | 3–1, 1–0 | Yomiuri *              |
| 1989 | ES Sétif *             | 2–0, 3–1 | asz-Szadd              |
| 1992 | Club Africain *        | 2–1, 2–2 | el-Hilál               |
| 1993 | Vidad Casablanca       | 0–0, 2–0 | Pas Tehran *           |
| 1994 | Thai Farmers Bank FC   | 1–2, 1–0 | Zamálek *              |
| 1995 | Espérance Tunisz       | 1–1, 3–0 | Thai Farmers Bank FC * |
| 1996 | Szongnam Ilhva Cshonma | 0–0, 5–0 | Orlando Pirates *      |
| 1997 | Zamálek                | 1–2, 1–0 | Phohang Steelers *     |
| 1998 | Raja Casablanca        | 2–2, 1–0 | Orlando Pirates *      |

* Első mérkőzés házigazdája
** 1986-ban Rijádban, 1987-ben Kairóban rendezték a döntőt.